# Medalla de los Trabajadores Distinguidos
La Medalla de los Trabajadores Distinguidos (en ruso: Медаль «За трудовую доблесть») es una medalla soviètica, creada el 27 de diciembre de 1938 por Stalin y otorgada a los obreros, campesinos, especialistas de la economía nacional, trabajadores de la ciencia, la cultura, la instrucción y la sanidad pública, así como otros ciudadanos de la URSS o extranjeros:
- Por el trabajo creativo abnegado, la superación de las normas de fabricación y/o elaboración, el aumento del rendimiento del trabajo y mejora de la calidad de la producción;
- Por la utilización efectiva de la nueva tecnología y la asimilación progresiva de la tecnología, inventos y propuestas de racionalización; *Por los éxitos en los campos de la ciencia, la cultura, la literatura, el arte, la educación pública, la sanidad pública, el comercio, la alimentación pública, la administración de los servicios comunes, el servicio doméstico de la población, y otras ramas de la administración laboral;
- Por el trabajo exitoso en la educación comunista y la preparación profesional de la juventud;
- Por éxitos en el campo de la cultura física y el deporte.

Instituida por el Decreto de la Presidencia del Soviet Supremo de la URSS del 27 de diciembre de 1938, que fue publicado en la Gaceta del Soviet Supremo de la URSS nº.23. La primera modificación de los estatutos de la medalla se realizó el 19 de junio de 1943, y su posición en el rango se determinó el 16 de diciembre de 1947 y, en una nueva modificación, el 28 de marzo de 1980.

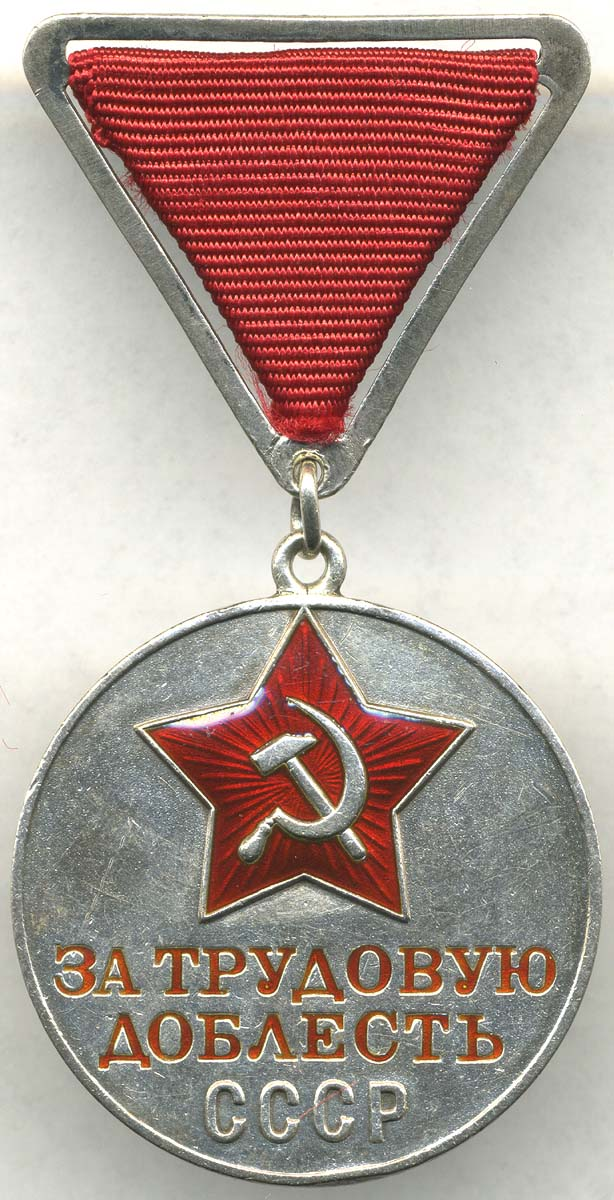
Modelo de 1943 (anverso).

Cuelga del lado izquierdo del pecho y se sitúa después de la Medalla de Najímov.
Fue una de las primeras medallas instituidas en la URSS. Es la superior de las dos medallas de preguerra instituidas para los méritos laborales (la inferior es la Medalla de la Distinción Laboral), y serían equivalentes a sus análogas militares (la Medalla al Valor y la Medalla por el Servicio de Combate). Fue realizada por el pintor I. I. Dubasov.
Fue concedida por primera vez el 15 de enero de 1939 a 8 trabajadores de la indústria de armamento. Dos días después fue otorgada a 14 científicos por la elaboración del método de la gasificación subterránea del carbón y por la asimilación de esta técnica en las estaciones; y 3 días después (21 de enero de 1939) fue otorgada a 87 campesinos de la Uzbekistán. Fue otorgada por los altos índices de trabajo en la industria y en la agricultura antes de 1941 a unas 8 000 personas. Durante la Gran Guerra Patria fue concedida en unas 50 000 ocasiones. En total, hasta el 1 de enero de 1995, fue otorgada unas 1.825.100 veces.
Juntamente con la medalla, se otorgaba un certificado acreditativo.

## Diseño

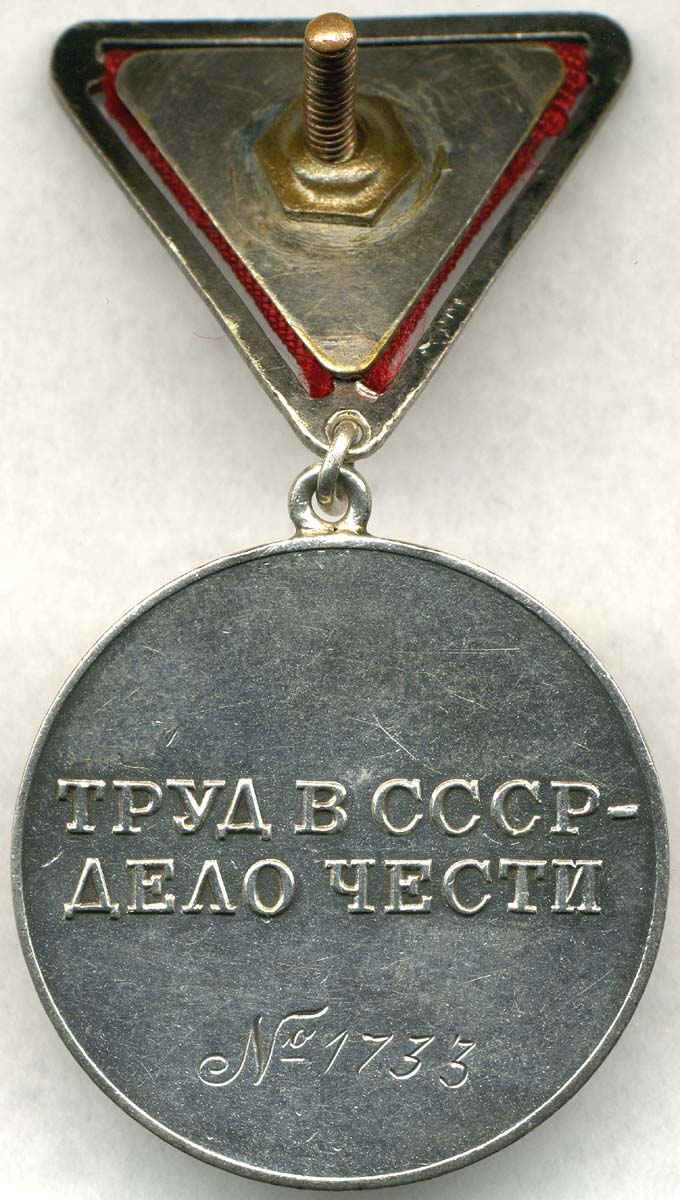
Reverso del modelo previo a 1943 -mismo texto.

El anverso de la medalla de 34 mm de plata muestra una estrella roja de esmalte con la hoz y el martillo en el centro. Por debajo de la estrella se halla la inscripción ЗА ТРУДОВУЮ ДОБЛЕСТЬ ("Por el Trabajo distinguido") y por debajo CCCP (URSS)
El reverso de la medalla tiene la inscripción ТРУД В СССР – ДЕЛО ЧЕСТИ ("El trabajo en la U.R.S.S. es una Cuestión de Honor").
La medalla cuelga de un galón pentagonal morado de 24 mm con una franja roja de 2 mm a cada lado. 
Hasta el decreto del 19 de junio de 1943 colgaba de una cinta roja triangular, sujeta mediante un tornillo.